# Merionoeda pubicollis
Merionoeda pubicollis är en skalbaggsart som beskrevs av Holzschuh 1991. Merionoeda pubicollis ingår i släktet Merionoeda och familjen långhorningar. Inga underarter finns listade i Catalogue of Life.